# Hayden Mullins
Hayden Ian Mullins (født 27. marts 1979 i Reading, England) er en engelsk tidligere fodboldspiller, der spillede som defensiv midtbanespiller. Han spillede gennem karrieren blandt andet for Crystal Palace, West Ham og Portsmouth.

## Landshold
Mullins nåede aldrig at repræsentere Englands A-landshold, men spillede i 1999 tre kampe for landets U-21 hold.